# Kilmacolm
Kilmacolm, schottisch-gälisch: Cille Mhaol Chaluim, ist eine Stadt in der schottischen Council Area Inverclyde. Sie besteht seit dem 7. oder 8. Jahrhundert. Im Jahre 2011 wurden 3986 Einwohner in Kilmacolm gezählt.

## Geographie
Die Stadt liegt an der Ostgrenze von Inverclyde zu Renfrewshire. Sie liegt jeweils rund zwölf Kilometer südöstlich von Greenock und nordwestlich von Paisley. Kilmacolm ist Hauptort des gleichnamigen Parishs. Das Gryfe Water, der Hauptzufluss des Black Cart Water, tangiert die Stadt im Südwesten.

## Verkehr
Kilmacolm ist an der A761 gelegen, die von der A8 in Greenock bis zur M8 im Südwesten Glasgows führt. Im Jahre 1869 wurde die Stadt mit einem eigenen Bahnhof an das Eisenbahnnetz angeschlossen. Dieser wurde von der Greenock and Ayrshire Railway der Glasgow and South Western Railway bedient. Später war Kilmacolm der Endbahnhof der Paisley Canal Line, die 1983 geschlossen wurde. Heute besitzt Kilmacolm keinen eigenen Bahnhof mehr. Mit dem Flughafen Glasgow liegt ein internationaler Flughafen in zwölf Kilometer Entfernung.

## Sehenswürdigkeiten
In Kilmacolm und Umgebung befinden sich drei Denkmäler aus der höchsten Denkmalkategorie A. Im 12. Jahrhundert wurde eine Motte erbaut, die im 13. Jahrhundert durch die Burg Duchal Castle ersetzt wurde. Das heute als Kategorie-A-Denkmal geschützte Herrenhaus Duchal House stammt aus dem Jahre 1768. Die Pfarrkirche St Columba’s Church stammt aus dem Jahre 1902. Sie wurde nach einem Entwurf des bedeutenden Architekten William Leiper im neogotischen Stil erbaut. Ein Jahr zuvor wurden die Bauarbeiten an der Villa Windyhill abgeschlossen. Das von Charles Rennie Mackintosh geschaffene Gebäude weist stilistische Details der Arts-and-Crafts-Bewegung auf.

## Söhne und Töchter der Stadt
- Hedrick Smith (* 1933), US-amerikanischer Journalist, Fernsehproduzent und Sachbuchautor